# Heorhij Ahratina

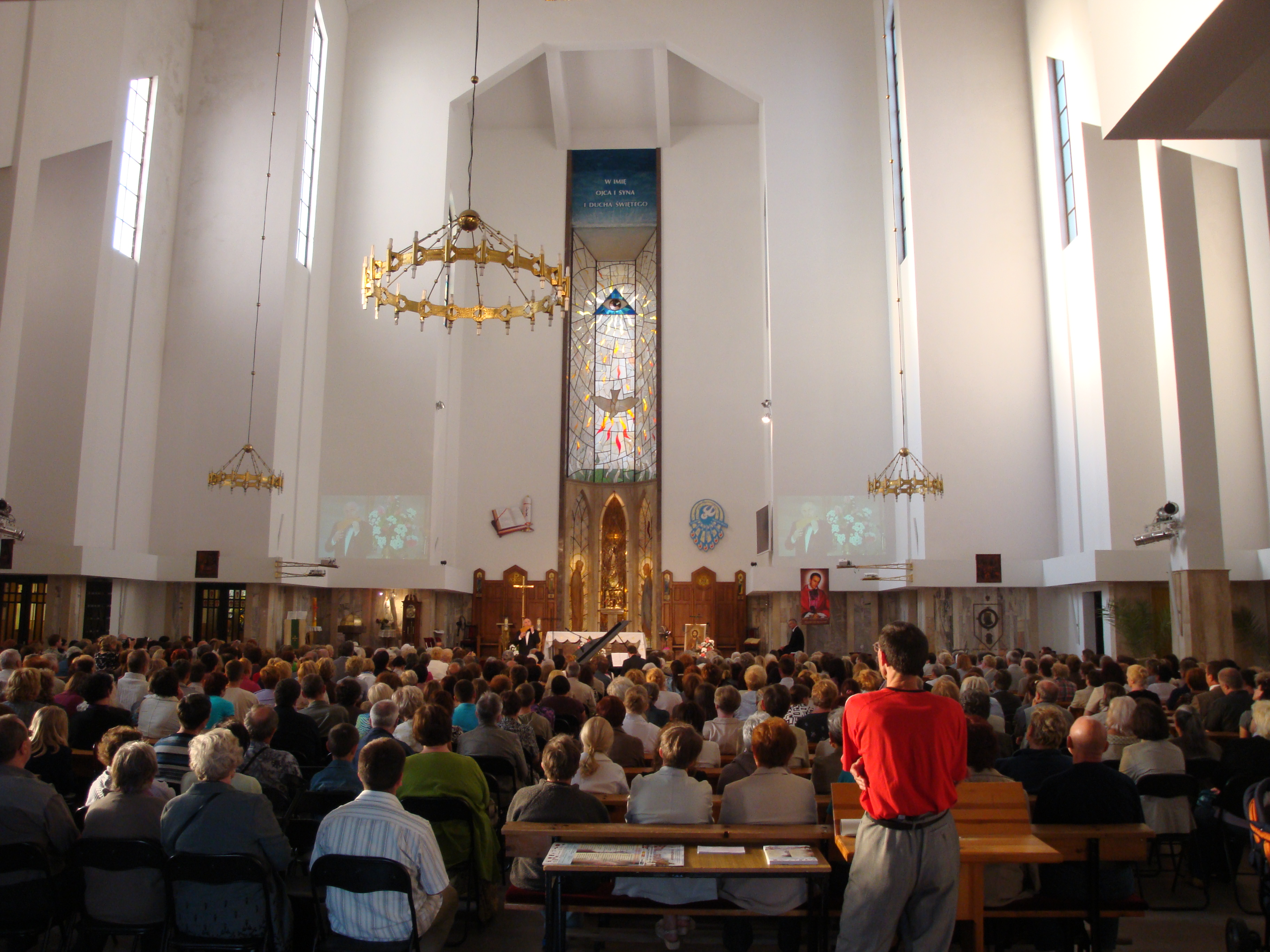
Koncert H. Ahratiny w kościele św. Rodziny w Lublinie

Heorhij Iwanowycz Ahratina (ukr. Георгій Іванович Агратіна; ur. 5 kwietnia 1948 we wsi Marszynci w obwodzie czerniowieckim) – ukraiński muzyk, multiinstrumentalista, kompozytor. Uznawany za jednego z największych wirtuozów gry na cymbałach i fletni Pana.
Od 5 roku życia uczył się gry na instrumentach ludowych w lokalnym zespole folklorystycznym. Ukończył średnią szkołę muzyczną w Czerniowcach (1968, w klasie cymbałów) i Akademię Muzyczną w Kijowie (w 1977). Również w 1977 został zwycięzcą krajowego konkursu gry na instrumentach ludowych.
Od 1978 pracował jako wykładowca w Katedrze Instrumentów Ludowych Ukraińskiej Narodowej Akademii Muzycznej. Tam został docentem w 1992 i profesorem w 1999.
Za wkład w rozwój ukraińskiej muzyki, odznaczony tytułem Zasłużonego Artysty USRR (1981) oraz Narodowego Artysty Ukrainy (1990). W 2000 otrzymał Nagrodę Rady Ministrów Ukrainy.
Heorhij Ahratina od 1970 jest solistą Narodowej Orkiestry Instrumentów Ludowych. Występuje też samodzielnie, pracując z wieloma słynnymi dyrygentami.